# Frontière entre le Dakota du Nord et le Dakota du Sud
La frontière entre le Dakota du Nord et le Dakota du Sud est une frontière intérieure des États-Unis délimitant les territoires du Dakota du Nord au nord et Dakota du Sud au Sud.
Son tracé rectiligne sur une orientation est-ouest, qui suit le 46e parallèle nord depuis son intersection avec 104e méridien ouest jusqu'à la rivière Bois de Sioux.

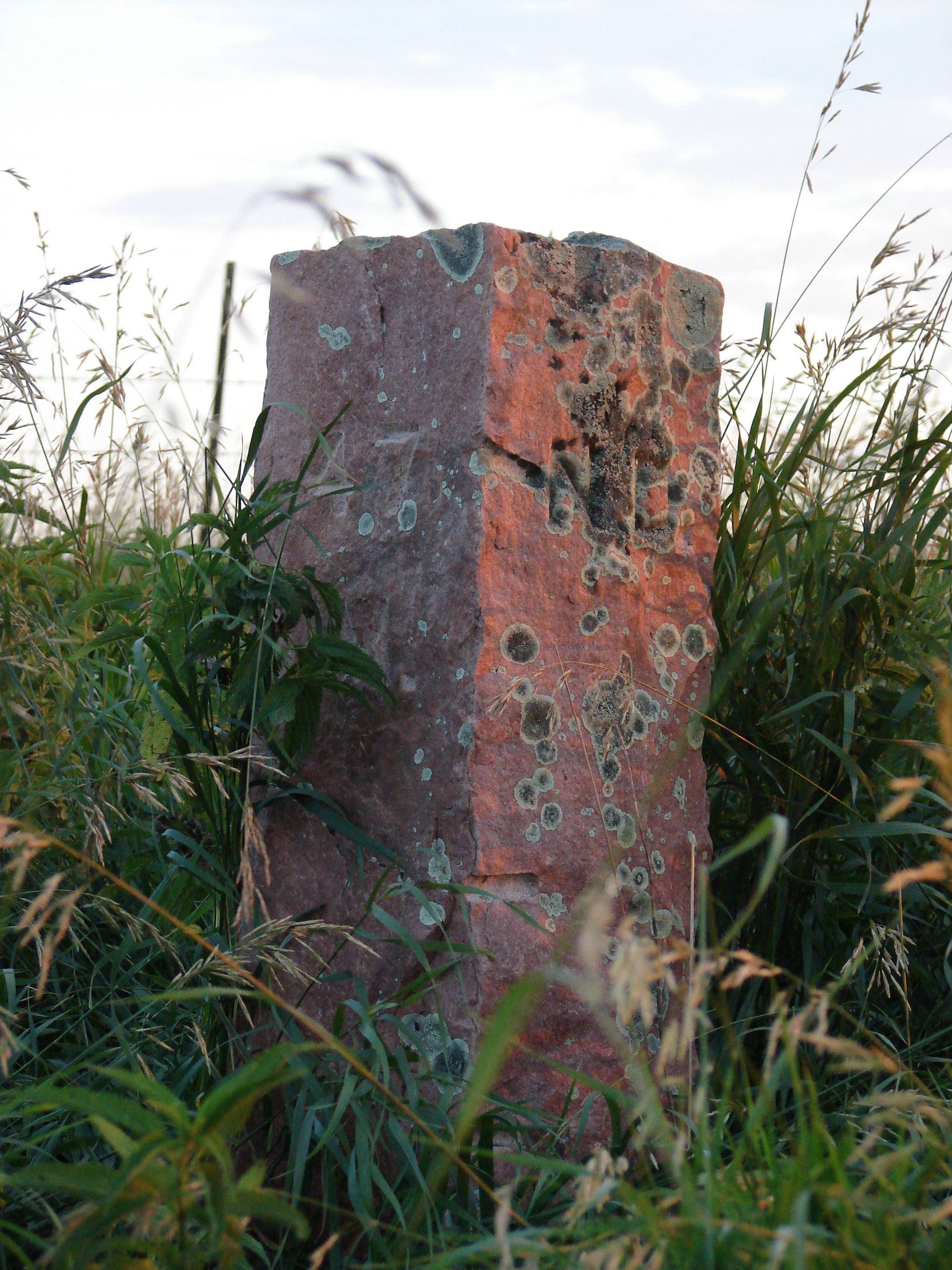
La borne marquant la frontière au 47e mile.